# Рама 2
Рама-2 — научно-фантастический роман Джентри Ли и Артура Кларка, впервые опубликованный в 1989 году. В нём рассказывается о дальнейшем взаимодействии человечества с раманами. Перевод на русский: Ю. Р. Соколов (Рама II), 1994.

## Сюжет
Спустя семьдесят лет после событий «Свидания с Рамой» в Солнечную систему входит второе рамановское судно. Ожидается его прибытие, и экспедиция будет отправлена, чтобы разблокировать тайны Рамы, но экипаж не подготовлен как к тому, что они находят, так и к конфликтам, которые возникают между ними. Рама II вводит новых персонажей в новую историю и в основном не связан с оригиналом; в основном, он служит для создания собственных продолжений. Роман заканчивается тремя из двенадцати астронавтов, застрявших внутри Рамы, когда он выходит из Солнечной системы, Николь де Жардинс, Ричард Уэйкфилд и Майкл О’Тул.
В отличие от романа «Свидание с Рамой», который изобразил более технологически продвинутую стадию человеческой жизни в Солнечной системе и почти целиком сосредоточился на элементах «твёрдой научной фантастики» в отношении научных чудес космического корабля-инопланетянина, Рама II и его продолжения деконструируют видение Кларка на человеческих исследователей Солнечной системы через глобальный экономический кризис, который заставил их почти полную деактивацию. Затем в книге следует совершенно иное повествование, которое выдвигает современные проблемы, такие как аборт, расизм, злоупотребление наркотиками и организованная преступность.